# Demon Slayer - Kimetsu no yaiba
Demon Slayer - Kimetsu no yaiba (鬼滅の刃?, Kimetsu no yaiba, lett. "La lama ammazzademoni") è un manga scritto e disegnato da Koyoharu Gotōge, serializzato sulla rivista Weekly Shōnen Jump di Shūeisha dal 15 febbraio 2016 al 18 maggio 2020.

## Trama
Giappone, Periodo Taishō. Tanjiro è il primogenito di una numerosa famiglia orfana del padre, che vive in un'isolata casa di montagna tra i boschi. Un giorno, tornando a casa dopo essere stato al villaggio a vendere il carbone, trova la madre e i fratelli uccisi da un demone, ad eccezione della sorella Nezuko che è stata trasformata in un demone, ma ha ancora qualche pensiero ed emozione umana. Tanjiro inizia così il suo viaggio in cerca di una cura per far tornare sua sorella di nuovo umana e per impedire che la stessa tragedia accaduta a loro possa accadere ad altre persone.

## Personaggi
Tanjiro Kamado (竈門 炭治郎?, Kamado Tanjirō)
Doppiato da: Natsuki Hanae (ed. giapponese), Renato Novara (ed. italiana)
Protagonista dell’opera, è il figlio maggiore di una numerosa famiglia, rimasta senza padre. Mentre Tanjiro è fuori casa per vendere del carbone, la famiglia, ad eccezione di sua sorella Nezuko, viene uccisa da un demone. Poiché la sorella è stata trasformata in demone, obiettivo del protagonista diviene quello di trovare una cura per farla tornare umana, ed è a tal fine che decide di unirsi alla Squadra degli ammazzademoni (鬼殺隊?, Kisatsutai). Addestrato da Urokodaki nell'uso della tecnica della Respirazione dell'Acqua (水の呼吸?, Mizu no Kokyū), dopo l'addestramento diventa un abile spadaccino e un grande stratega. È un ragazzo dal cuore puro e spesso prova tristezza per i demoni e le loro vittime, ha anche un senso dell'olfatto molto sviluppato, che gli consente di rintracciare i demoni e sfuggire ai loro attacchi e la sua spada è di un rarissimo colore nero.
Nezuko Kamado (竈門 禰豆子?, Kamado Nezuko)
Doppiata da: Akari Kitō (ed. giapponese), Laura Cherubelli (ed. italiana)
Sorella minore di Tanjiro. Unica sopravvissuta della sua famiglia all'attacco di Muzan Kibutsuji, è stata trasformata da quest'ultimo in un demone. Ha conservato però una parte dei suoi ricordi e sentimenti umani e quindi è riuscita a frenare i suoi impulsi demoniaci, arrivando addirittura a usarli per aiutare suo fratello nelle sue azioni da ammazzademoni. Divenuta sensibile alla luce solare, Tanjiro la trasportava in una cassa di legno che portava sulla schiena durante i loro viaggi. Non più in grado di parlare, indossava un bavaglio di bambù così da tenersi calma e non rischiare di mordere qualcuno. Aveva diversi poteri demoniaci, tra cui rigenerazione, forza sovrumana, capacità di cambiare dimensioni e la particolare tecnica "sangue esplosivo" (爆血, Bakketsu) che le consentiva di far bruciare il sangue fuori dal proprio corpo. Al contrario degli altri demoni, riacquistava energia dal sonno. Durante i suoi due anni di sonno, Sakonji Urokodaki aveva imposto alla sua coscienza di considerare gli umani come membri della sua famiglia e tutti i demoni che fanno loro del male come nemici. Quando è diventata immune alla luce del sole, è diventata l'obiettivo principale di Muzan, ambizioso di diventare invincibile.
Zen'itsu Agatsuma (我妻 善逸?, Agatsuma Zen'itsu)
Doppiato da: Hiro Shimono (ed. giapponese), Mosè Singh (ed. italiana)
È un ammazzademoni e compagno di viaggio di Tanjiro. È stato addestrato nella tecnica della Respirazione del Fulmine (雷の呼吸?, Kaminari no Kokyū). Possiede due personalità molto diverse tra loro, quella dominante è estremamente insicura e si spaventa facilmente, ma quando si trova in grave pericolo e sviene, subentra la sua seconda personalità, più dura e spietata. Si è unito a Tanjiro in una delle sue prime missioni e da allora viaggia insieme a lui. Ha un senso dell'udito molto sviluppato, che gli consente di distinguere il vero carattere di una persona dal suono del suo battito cardiaco e la sua spada è bianca e ricoperta di saette.
Inosuke Hashibira (嘴平 伊之助?, Hashibira Inosuke)
Doppiato da: Yoshitsugu Matsuoka (ed. giapponese), Matteo De Mojana (ed. italiana)
È un ammazzademoni e compagno di viaggio di Tanjiro. Ha vissuto gran parte della sua vita nei boschi in montagna, lottando per sopravvivere contro bestie, ciò gli ha permesso di sviluppare un fisico estremamente muscoloso e robusto, in contrasto con il suo viso dai lineamenti delicati e femminili, che normalmente nasconde dietro la sua caratteristica maschera ottenuta dalla testa di un cinghiale. Oltre a questa maschera utilizza della pelliccia di cervo sui pantaloni e della pelliccia d'orso sui gambali (indicato da un'illustrazione all'interno del 3° volume del manga). È sfacciato e incline a reagire violentemente ed il suo principale interesse è confrontare la sua forza contro le altre creature, ed è così che venne a conoscenza della Squadra degli ammazzademoni, sfidando in un duello uno di loro. Usa la Respirazione della Bestia (獣の呼吸?, Kedamono no Kokyū), creata personalmente da lui. Ha fatto il test contemporaneamente a Tanjiro e Zenitsu ed è stato il primo a completarlo. Ha un senso del tatto molto sviluppato, grazie al quale riesce a localizzare i nemici anche da lontano e le sue spade sono di un colore grigio-indaco con le lame appositamente seghettate per abbinarle alle sue preferenze e al suo stile di combattimento.
Muzan Kibutsuji (鬼舞辻 無惨?, Kibutsuji Muzan)
Doppiato da: Toshihiko Seki (ed. giapponese), Claudio Moneta (ed. italiana)
Principale antagonista dell'opera, è il progenitore di tutti i demoni, dunque capostipite di tutti i demoni esistenti. Trasformato in demone mille anni prima degli avvenimenti dell'opera, da allora il suo obiettivo è stato quello di continuare a vivere in eterno sconfiggendo la paura della morte. Ci sono due modi per arrivare all’obiettivo: trovare il Blue Spider Lily (ovvero il fiore con cui sarebbe potuto diventare immune al sole e quindi essere immortale), oppure, donando il proprio sangue a pochi eletti, creare demoni abbastanza forti da vincere la forza del sole.

## Media

### Manga
Il manga, scritto e disegnato da Koyoharu Gotōge, ha iniziato la serializzazione sulla rivista Weekly Shōnen Jump di Shūeisha il 15 febbraio 2016. In occasione del Lucca Comics 2019, Star Comics annunciò l'acquisizione dei diritti per la pubblicazione italiana del manga a partire dall'aprile dello stesso anno. La pubblicazione si è conclusa il 12 aprile 2023. La serie si è conclusa il 18 maggio 2020, con un totale di 205 capitoli e 23 volumi. Il primo volume tankōbon è stato pubblicato il 3 giugno 2016 e al 4 dicembre 2020 ne sono stati messi in vendita in tutto 23.
Sia durante il corso dell'opera che dopo, sono usciti dei capitoli speciali incentrati sui pilastri. Il 4 dicembre 2020 è uscito un volume che racchiude questi 5 capitoli speciali.

### Anime

Logo della serie

La produzione di una serie anime ad opera dello studio Ufotable è stata resa nota sul ventisettesimo numero del 2018 del settimanale Weekly Shōnen Jump, uscito il 4 giugno 2018. L'anime è andato in onda per tre stagioni, mentre ne è stata annunciata una quarta. La regia è a cura di Haruo Sotozaki; Yuki Kajiura e Gō Shiina si sono occupati della colonna sonora, mentre Akira Matsushima del character design. Hikaru Kondo è invece accreditato come produttore dell'anime.
La prima stagione corrisponde ai primi 54 capitoli del manga. È stata trasmessa dal 6 aprile al 28 settembre 2019 su Tokyo MX, GTV, GYT, BS11 e altre reti nipponiche. In anteprima rispetto alla trasmissione regolare, i primi cinque episodi sono stati distribuiti nei cinema giapponesi per due settimane a partire dal 29 marzo 2019, sotto il titolo Kimetsu no yaiba - Kyōdai no kizuna (鬼滅の刃 兄妹の絆?). In Italia i diritti sono stati acquistati da Dynit, che ha trasmesso la stagione in simulcast sottotitolata sul portale VVVVID dal 20 aprile 2019. Al Lucca Comics & Games 2019 è stato annunciato che la stagione avrebbe avuto un doppiaggio in italiano. L'edizione italiana è stata pubblicata dal 10 gennaio al 3 aprile 2020 su VVVVID.
La prima parte della seconda stagione, sottotitolata Mugen Train Arc (無限列車編?, Mugen Ressha-hen), è stata annunciata il 25 settembre 2021 alla fine del passaggio su Fuji TV del film Demon Slayer - Il treno Mugen. È un adattamento televisivo ad episodi del lungometraggio, esteso con aggiunte quali un primo episodio inedito. È andata in onda su Fuji TV e altri canali dal 10 ottobre al 28 novembre 2021.
La seconda parte della seconda stagione è stata annunciata il 14 febbraio 2021 durante l'evento di festeggiamento del secondo anniversario dell'anime. Sottotitolata Entertainment District Arc (遊郭編?, Yūkaku-hen), è il seguito del film e adatta la porzione di storia dal capitolo 67 al 97 del manga. È stata trasmessa in Giappone su Fuji TV, Tokyo MX e altre reti dal 5 dicembre 2021 al 13 febbraio 2022, consecutivamente rispetto alla seconda. In Italia la seconda è stata pubblicata  da Crunchyroll in simulcast in versione sottotitolata. Il doppiaggio italiano di entrambe è stato pubblicato il 12 dicembre 2022.
La terza stagione, sottotitolata Swordsmith Village Arc, è stata annunciata con l'uscita dell'ultimo episodio della seconda stagione. Ricopre i capitoli del manga dal 98 al 127 ed è stata trasmessa su Fuji TV dal 9 aprile al 18 giugno 2023. Il primo episodio è stato proiettato in anteprima come parte del film Demon Slayer: Kimetsu no yaiba - Verso il villaggio dei forgiatori di katana (ワールドツアー上映「鬼滅の刃」上弦集結、そして刀鍛冶の里へ?, Wārudo tsuā jōei 'Kimetsu no yaiba' Jōgen shūketsu, soshite katanakaji no sato e) insieme agli ultimi due episodi della seconda stagione. Il film è uscito nelle sale giapponesi il 3 febbraio 2023 e in quelle italiane il 2 marzo distribuito da Crunchyroll in versione sottotitolata.
La quarta stagione, sottotitolata Hashira geiko hen, è stata confermata con la conclusione della terza ed è prevista per essere trasmessa nella primavera 2024. Il primo episodio, della durata di un'ora, sarà proiettato in anteprima assieme all'ultimo della terza stagione come parte del film Demon Slayer: Kimetsu no yaiba - Verso l'allenamento dei Pilastri (鬼滅の刃 絆の奇跡、そして柱稽古へ?, Kimetsu no yaiba - Kizuna no kiseki, soshite hashira geiko e), uscito in Giappone il 2 febbraio 2024. Il film è distribuito da Aniplex e Crunchyroll nei cinema di più di 140 paesi, arrivando in Italia il 22 febbraio 2024.

### Film
Dopo la messa in onda dell'ultimo episodio della prima stagione animata anime, è stato annunciato un film intitolato Demon Slayer - Il treno Mugen ed è stato mostrato un breve teaser. Il film è il sequel della prima stagione e adatta i capitoli 54-66 del manga. Il 20 ottobre 2019 è stato pubblicato un nuovo teaser trailer. Il 10 aprile 2020 è stato annunciato che il film sarebbe uscito nelle sale cinematografiche giapponesi il 16 ottobre 2020. Il film è stato distribuito in Giappone da Aniplex e Toho. In Italia i diritti sono stati acquistati da Dynit il 16 ottobre 2020 ed è stato pubblicato su Amazon Prime Video il 13 luglio 2021. La pellicola è stata poi riproposta al cinema tramite una collaborazione fra Dynit e Nexo Digital dal 17 al 19 gennaio 2022.

### Teatro
Nel 2022 l'attore e direttore artistico Mansai Nomura, insieme allo sceneggiatore Yuichi Kinoshita, ha realizzato un adattamento teatrale del manga secondo gli stili Nō e Kyogen. Nomura ha nuovamente portato in scena l'opera nel 2025.

### Videogiochi
Demon Slayer: Kimetsu no Yaiba – The Hinokami Chronicles è un videogioco di genere azione 3D, prodotto da Aniplex, sviluppato da CyberConnect2 e distribuito da SEGA per le console PS5, PS4, Xbox Series e Steam. Pubblicato il 15 ottobre 2021. Il 23 settembre sono stati annunciati altri 6 personaggi gratuiti tramite DLC.
Demon Slayer: Keppuu Kengeki Royale è un gioco per dispositivi mobili, prodotto da Aniplex, sviluppato da Quatro A e Soleil. Attualmente lo sviluppo e pubblicazione sono in fase di miglioramento.

## Accoglienza

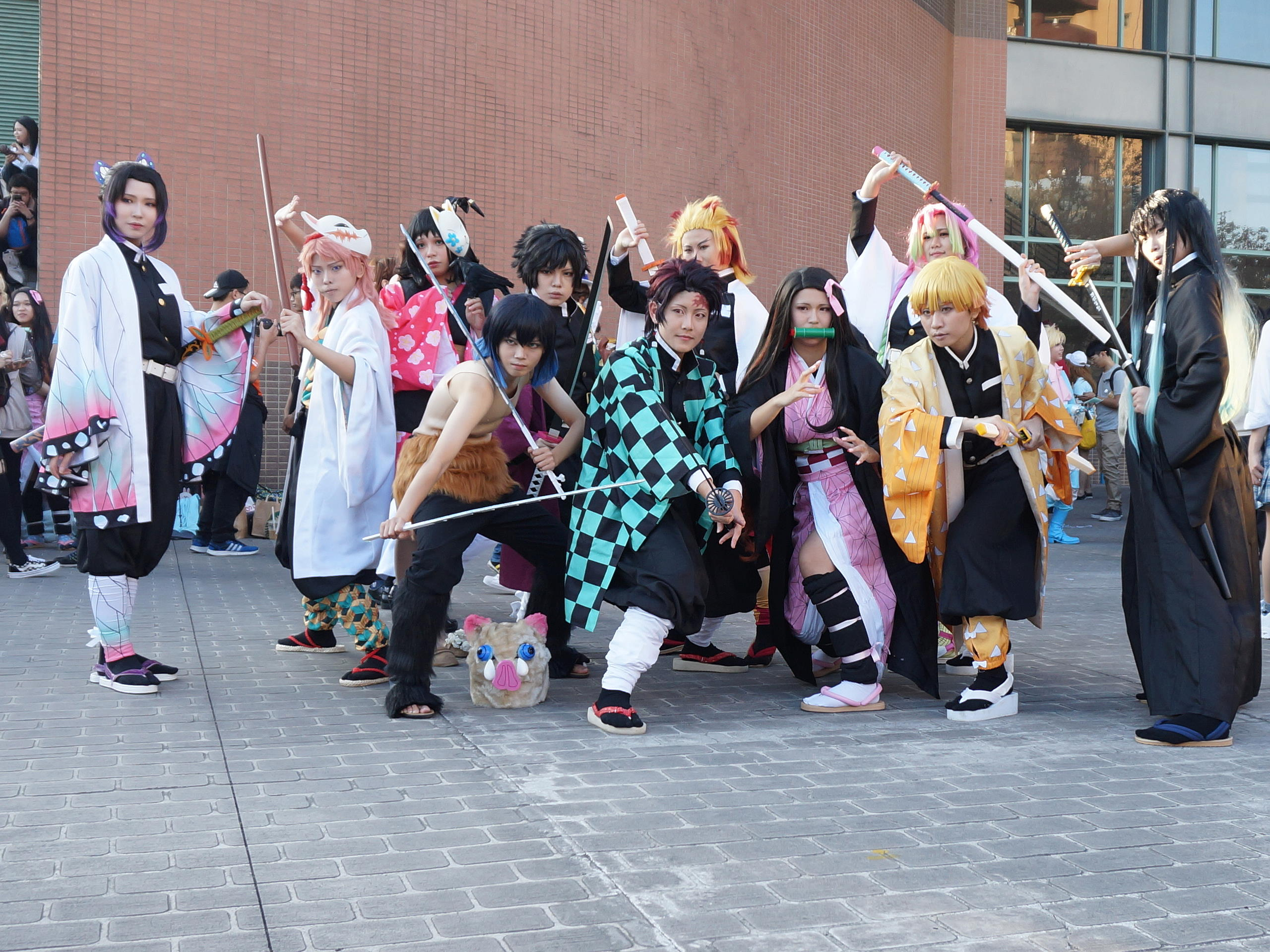
Cosplay di vari personaggi della serie

La serie si è classificata al 14º posto in un elenco di manga raccomandati dai dipendenti delle librerie giapponesi nel 2017, e diciannovesimo in un elenco dei migliori manga del 2018 per lettori maschili di Kono manga ga sugoi!.
A febbraio 2019, la serie aveva 3,5 milioni di copie in circolazione, oltre 10 milioni di copie a settembre 2019, 20 milioni di copie a novembre 2019, e oltre 25 milioni di copie a dicembre 2019.
La serie si è classificata al primo posto nella classifica annuale dei fumetti di Oricon nel 2019, con oltre 12 milioni di copie vendute, mentre One Piece si è classificato al secondo posto, con oltre 10,1 milioni di copie vendute nello stesso periodo da novembre 2018 a novembre 2019.
Eiichirō Oda ha scritto un messaggio riguardante il risultato raggiunto dal manga di Gotōge.
A maggio 2020, il manga di Gotōge conta oltre 60 milioni di copie in circolazione. A giugno 2020, la serie raggiunge la quota di 80 milioni di copie in circolazione, comprese le copie del volume 21 che uscita il 3 luglio. A novembre 2020, la serie raggiunge la quota di 120 milioni di copie in circolazione, e a febbraio 2021, il manga ha registrato oltre 150 milioni di copie in circolazione (comprese le copie digitali).
Il sito web Goo Ranking ha intervistato 2 310 lettori di Weekly Shōnen Jump tra il 19 giugno e il 3 luglio 2020 e questi hanno classificato la serie al secondo posto tra quelle più commoventi pubblicate dalla rivista. Nel sondaggio Manga Sōsenkyo 2021 indetto da TV Asahi, 150 000 persone hanno votato la loro top 100 delle serie manga e Demon Slayer si è classificata al 2º posto.